# Jasmine Royle
Jasmine Royle (Stoke-on-Trent, 28 de marzo de 1993) es una deportista británica que compitió en piragüismo en la modalidad de eslalon.
Ganó una medalla de plata en el Campeonato Mundial de Piragüismo en Eslalon de 2014 y una medalla de oro en el Campeonato Europeo de Piragüismo en Eslalon de 2014, ambas en la prueba de C1 por equipos.

## Palmarés internacional
| Campeonato Mundial | Campeonato Mundial          | Campeonato Mundial | Campeonato Mundial |
| Año                | Lugar                       | Medalla            | Competición        |
| ------------------ | --------------------------- | ------------------ | ------------------ |
| 2014               | Deep Creek (Estados Unidos) | Medalla de plata   | C1 por equipos     |
| Campeonato Europeo |                             |                    |                    |
| Año                | Lugar                       | Medalla            | Competición        |
| 2014               | Viena (Austria)             | Medalla de oro     | C1 por equipos     |